# Света Софија (Грчка)
Света Софија (грч. Αγία Σοφία, Аја Софија) је насељено место у општини Делта у периферији Средишња Македонија, Грчка. Према попису из 2021. године био је 1.671 становник.
Света Софија се води као посебно насеље од 2013. године.